# Argilo

Mapa de la Antigua Macedonia con la ubicación de Argilo, al oeste de Anfípolis, junto al golfo Estrimónico.

Argilo fue una ciudad costera de Macedonia en el territorio de Bisaltia, enclavada al sureste de Anfípolis y al noreste de Bormisco, a orillas del Golfo Estrimónico. Fue una colonia de Andros y su territorio llegaba hasta el río Estrimón. En 424 a. C. se unió al general espartano Brásidas contra Anfípolis, colonia de los atenienses y rival de Argilo. Era tributaria de Atenas. Los argilios albergaban sentimientos hostiles hacia los anfipolitanos por haber tenido que ceder parte de su territorio, lo que explicaría su adhesión a la campaña de Brásidas.

## Arqueología

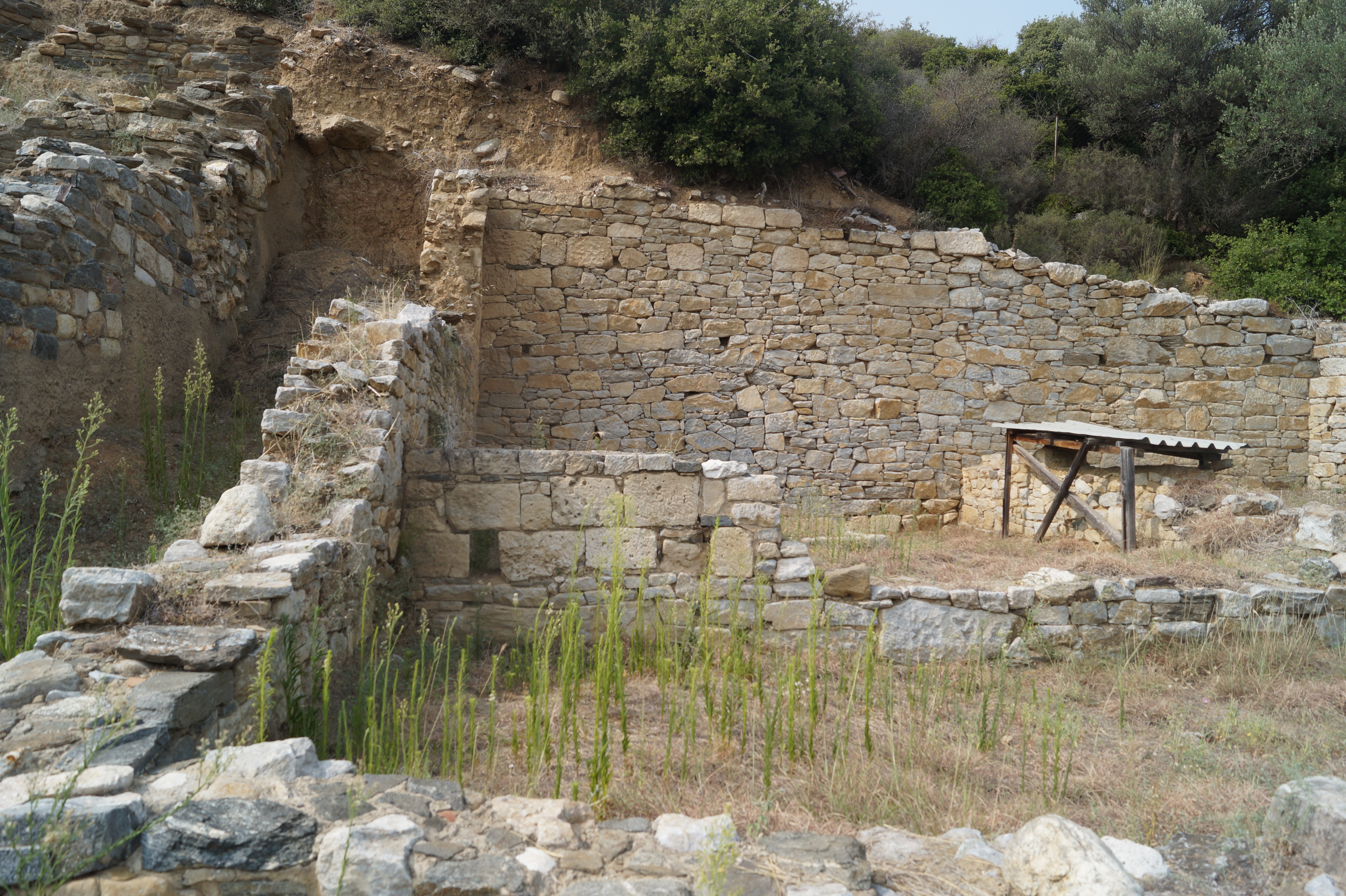
Ruinas de una casa de la antigua Argilo.

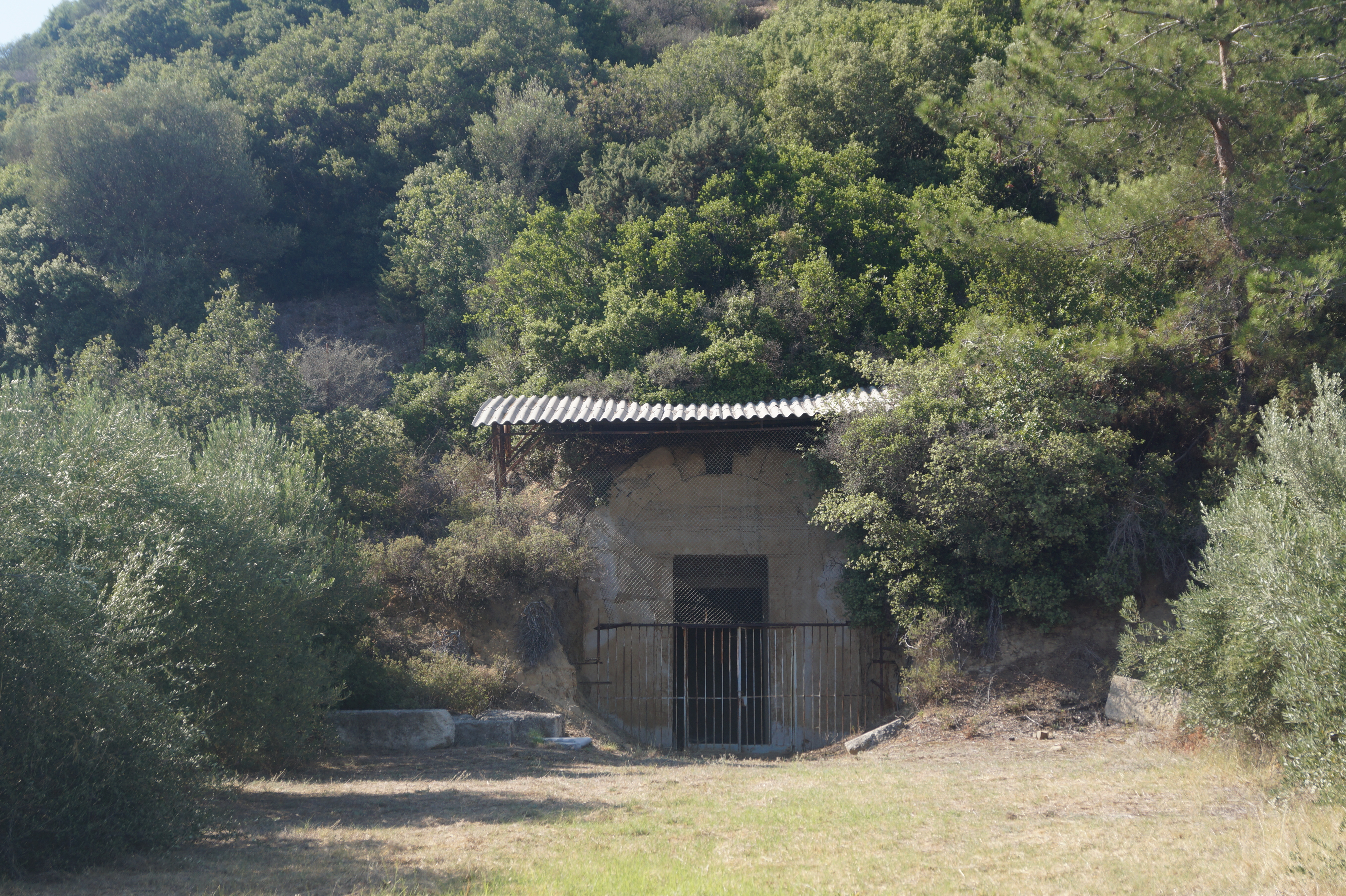
Tumba macedónica B de Argilo.

El yacimiento arqueológico de la antigua Argilo se encuentra en una colina llamada Paleocastro, 4 km al oeste de la desembocadura del río Estrimón. Este yacimiento fue ya identificado en 1883 y se realizaron algunas excavaciones a finales de la década de 1970, pero las excavaciones sistemáticas no se llevaron a cabo hasta el año 1992, por un equipo conjunto de arqueólogos griegos y canadienses, bajo los auspicios del Eforado de Antigüedades Prehistóricas y Clásicas de Kavala y de la Universidad de Montreal.
Estas excavaciones han sacado a la luz restos de cerámica cuya fecha más temprana es la segunda mitad del siglo VII a. C. Durante el siglo VI a. C. se aprecia un notable desarrollo urbanístico en la ciudad, que se prolonga durante buena parte del siglo V a. C. Esto se atribuye a una expansión económica producida por la explotación de las materias primas de la región. Pese a ello se aprecian huellas de destrucción a fines del siglo VI o principios del V a. C. quizá producidas por la invasión de los persas durante las guerras médicas. El inicio del declive de Argilo coincide aproximadamente con la fundación de la cercana Anfípolis en el 437 a. C. y se acentúa con una destrucción que se produjo en el último cuarto del siglo V a. C., durante la guerra del Peloponeso, tal vez producida por los habitantes de Anfípolis. Parte de los edificios de Argilo fueron reconstruidos pero las construcciones tuvieron una inferior calidad y se aprecia una disminución de la población. El fin de Argilo se produjo en tiempos de Filipo II de Macedonia, que conquistó toda la región en el 357 a. C. y destruyó Argilo nuevamente. Tras esta conquista, Filipo dividió el territorio entre sus hetairoi. Uno de ellos construyó en la acrópolis de Argilo un gran edificio de dos pisos en el que el piso superior servía de residencia y el inferior estaba destinado a la producción de aceite. 
Además de los hallazgos de cerámica, monedas, restos de edificios y escasos restos epigráficos en Argilo es destacable la necrópolis, que estaba ubicada al este de la ciudad y donde se han hallado numerosas clases de enterramientos que incluyen tumbas en cista, sarcófagos de arcilla, simples hoyos y cremaciones además de dos tumbas macedónicas. Una de estas últimas, la denominada tumba B, ha sido datada en el siglo III a. C.